# ريك هندريك
ريك هندريك (بالإنجليزية: Rick Hendrick)‏ هو مالك فريق ناسكار ‏ أمريكي، ولد في 12 يوليو 1949 في وارينتون في الولايات المتحدة.

## وصلات خارجية
- ريك هندريك على موقع Racing-Reference.info (الإنجليزية)
- ريك هندريك على موقع قاعة كارولاينا الشمالية للمشاهير الرياضية (الإنجليزية)